# أمهات الحداد

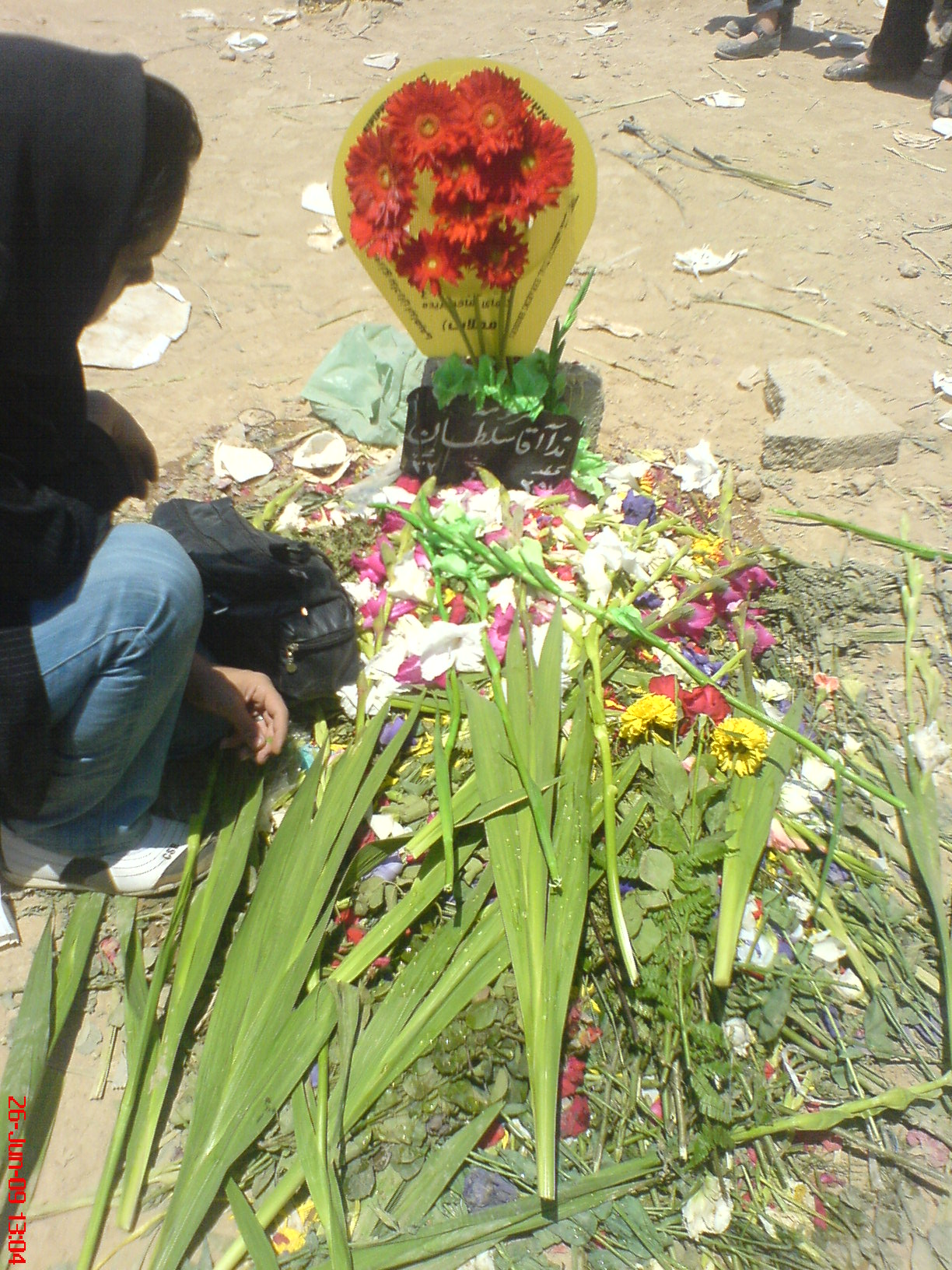
قبر ندا آغا سلطان

أمّهات الحِداد هو الاسم الذي يُطلق على مجموعةٍ من الإيرانيات اللاتي فقدنَ زوجًا أو طفلًا على يدِ عملاء الحكومة خلالَ الاحتجاجات التي رافقت الانتخابات الرئاسية الإيرانية عام 2009. تشملُ المجموعة كذلك أقارب الضحايا الذين تعرّض أحد أفراد عائلاتهم في وقتٍ ما إلى انتهاكات جسيمة بما في ذلك تلك التي حصلت خلالَ عمليات الإعدام الجماعية للسجناء السياسيين خلالَ 1980. المطلب الرئيس لمجموعة أمهات الحداد هو مساءلة الحكومة عن مقتل واعتقال واختفاء أطفالهن وباقي أفراد الأسرة. تعقدُ هذه المجموعة لقاءات أسبوعية تقريبًا في أحد ساحات العاصِمة طهران لمطالبة الحكومة بكشف مصير المُختفين والمقتولين وعادةً ما تُطارد قوات الأمن المُشاركات في اللقاءات بدعوى أنّ التظاهر غير مرخص له أو غيرُ قانوني.
دعت مجموعة أمهات الحداد إلى إلغاء أحكام الإعدام في حقّ السجناء السياسيين وكذا الإفراج عن سجناء الرأي ثمّ محاكمة المسؤولين عن الذي/الذين أمر/وا بقتلِ أطفالهن. في عام 2009؛ حثت الحائزة على جائزة نوبل شيرين عبادي النساء في جميع أنحاء العالم على التضامنِ معَ مجموعة أمّهات الحداد من خلال ارتداء اللوت الأسود والتجمعِ في حي الحدائق في يوم السبت من السابعة إلى الثامنة مساء.

## الاعتقالات والسجن
في التاسع من كانون الثاني/يناير 2010؛ ألقت السلطات الإيرانيّة الفبضَ على أكثر من ثلاثين عضوة في منظمة أمهات الحداد خلال تجمعهن في إحدى ساحات طهران وأفاد شهود عيان أنّ الأمهات قد هوجمنَ من قبل أكثر من 100 من أفراد الشرطة الذين كانوا يرتدون ملابس مدنية ثمّ اعتدوا عليهن بالضرب والشتم وما إلى ذلك. أُدينت هذه الاعتقالات على نطاق واسع من قبل منظمات حقوق الإنسان التي ضغطت حتى أُفرجَ عن كل المُعتَقلات في الرابع عشر من يناير/كانون الثاني 2010.
في 27 ديسمبر 2011؛ ألقت الشرطة القبض مُجددًا على ناشطة حقوقيّة في حركة أمهات الحداد ثمّ حُكم عليها بالسجن لمدة عامين في سجن إيفين بتهمة تأسيس منظمة غير قانونية والعمل ضد أمن الدولة. تسببَ هذا الاعتقال في دخول منظمة العفو الدولية على الخط والاحتجاج بطريقتها الخاصة على اعتقال الناشطة التي اعتبرتها سجينة رأي شاركت في احتجاجات سلميّة شأنها شأنَ باقي الإيرانيّات.